# 索利卡姆斯克區

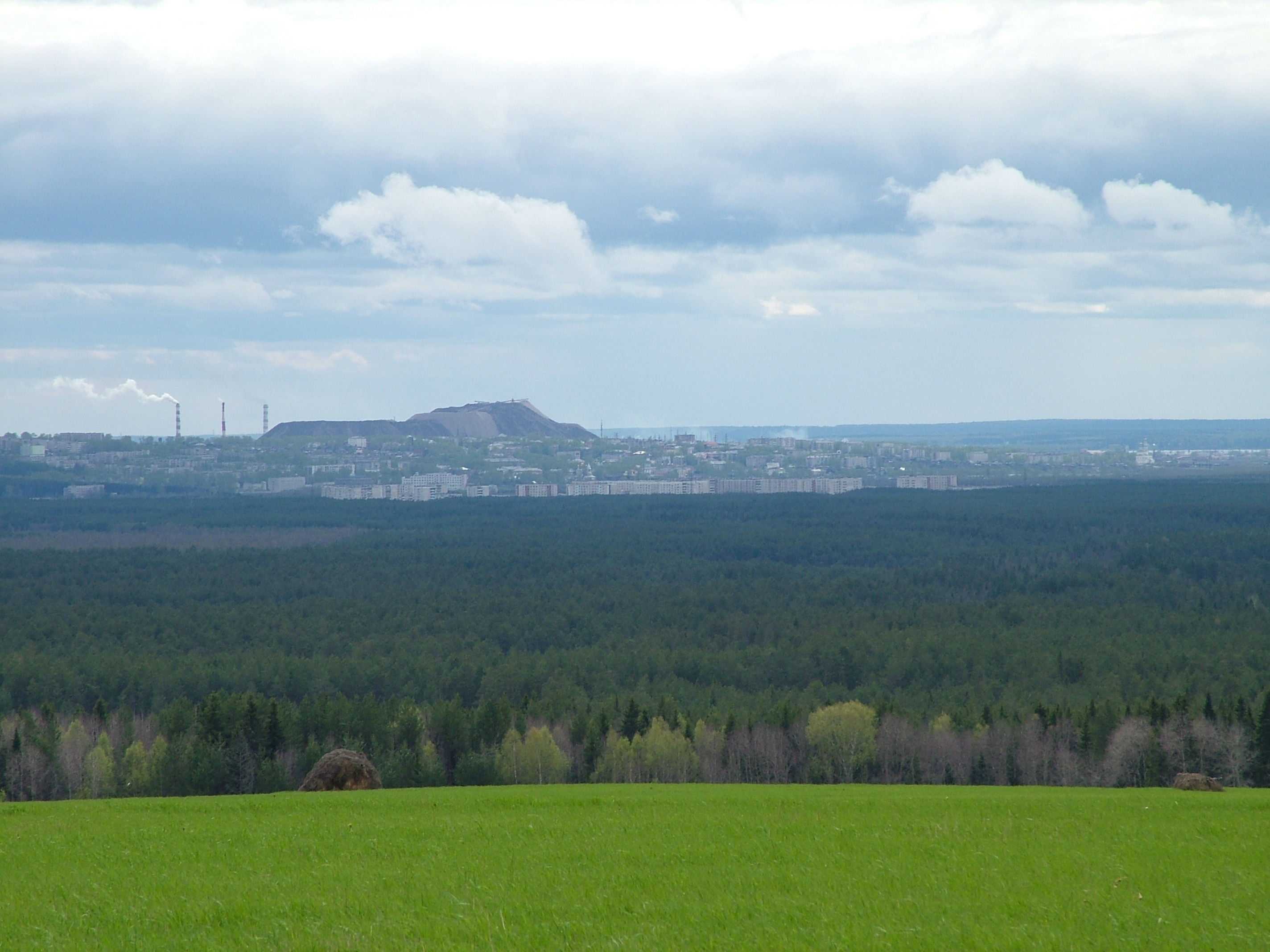

59°46′55″N 56°36′04″E / 59.782°N 56.601°E
索利卡姆斯克區（俄语：Соликамский район），是俄羅斯的一個區，位於該國中西部，由彼爾姆邊疆區負責管轄，始建於1924年，面積5,421平方公里，2010年人口17,165，人口密度每平方公里3.17人。